# Peurajärvi (sjö i Finland, Södra Österbotten)
Peurajärvi är en sjö i Finland. Den ligger i kommunen Bötom i landskapet Södra Österbotten, i den sydvästra delen av landet, 290 km nordväst om huvudstaden Helsingfors. Peurajärvi ligger 95 meter över havet. I omgivningarna runt Peurajärvi växer i huvudsak blandskog. Arean är 5,9 hektar och strandlinjen är 0,99 kilometer lång. Sjön  ingår i Lappfjärds å huvudavrinningsområde. 